# Callionymus lunatus
Callionymus lunatus es una especie de peces de la familia Callionymidae en el orden de los Perciformes.

## Morfología
Los machos pueden llegar alcanzar los15 cm de longitud total.

## Hábitat
Es un pez  de mar y de clima subtropical y demersal.

## Distribución geográfica
Se encuentra en el Japón y la costa occidental de la Península de Corea.

## Observaciones
Es inofensivo para los humanos